# Catedral de Nossa Senhora da Candelária
A Catedral Nossa Senhora da Candelária é uma igreja que está localizada no centro da cidade de Corumbá, no Estado de Mato Grosso do Sul, no Brasil. É onde está alojada a padroeira do município (Nossa Senhora da Candelária). Um brasão da Coroa Portuguesa se destaca em seu altar.

## História
Foi construída em 1885 pelo pregador imperial e Vigário da Vara, Frei Mariano de Bagnaia. A igreja, segundo os historiadores, foi motivo de muita polêmica na época, porque o Frei, julgando-se herói da Guerra do Paraguai, ao sobreviver às torturas impostas pelos paraguaios, decidiu construí-la para se auto-homenagear. O bispado não concordou e, diz a lenda, Mariano teria jogado uma praga, amaldiçoando a cidade à estagnação e à pobreza por 100 anos enquanto não fossem descobertas as sandálias de Mariano, enterradas em local desconhecido. Coincidência ou não, a cidade sofre uma estagnação econômica desde o fim do comércio fluvial. A igreja foi inaugurada em 1887, com solenidade do ritual romano.

### Diocese
A fundação oficial da Diocese de Corumbá ocorreu 23 anos depois, em 5 de abril de 1910, sendo desmembrada integralmente da Arquidiocese de Cuiabá, por meio da Bula Papal Novas Constituere. Na época, a diocese abrangia a área que hoje corresponde ao Estado de Mato Grosso do Sul e parte de Mato Grosso.